# Gabriele Cirener
Gabriele Cirener (* 30. November 1966 in Dinslaken) ist eine deutsche Juristin, Vorsitzende Richterin des 5. Strafsenats am Bundesgerichtshof und war bis zum 28. August 2019 Vorsitzende des Unabhängigen Gremiums zur Kontrolle der Ausland-Ausland-Fernmeldeaufklärung des Bundesnachrichtendienstes.

## Leben und Wirken
Cirener wuchs in Hünxe auf und machte dort 1986 ihr Abitur. Im gleichen Jahr begann sie ein Studium der Rechtswissenschaft an der Universität Trier, welches sie mit dem ersten Staatsexamen im Jahre 1992 abschloss. Später wurde sie als Richterin auf Probe beim Amtsgericht Spandau, bei der Staatsanwaltschaft und zuletzt beim Landgericht Berlin eingesetzt. Dort wurde sie im Jahr 2001 zur Richterin auf Lebenszeit ernannt und in mehreren Strafkammern eingesetzt. Nachdem Cirener zwischenzeitlich von 2006 bis 2009 als wissenschaftliche Mitarbeiterin zum Bundesgerichtshof abgeordnet war, wurde sie 2010 zur Vorsitzenden Richterin am Landgericht Berlin ernannt und leitete sowohl eine kleine als auch eine große Strafkammer.
2012 wurde Cirener zur Richterin am Bundesgerichtshof ernannt. Dort wurde sie dem 1. Strafsenat zugewiesen und ihr wurden zugleich die Aufgaben einer Ermittlungsrichterin übertragen. Am 8. März 2017 wurde sie auf Vorschlag des Präsidenten des Bundesgerichtshofs vom Bundeskabinett für sechs Jahre zur Vorsitzenden des Unabhängigen Gremiums zur Kontrolle der Ausland-Ausland-Fernmeldeaufklärung des Bundesnachrichtendienstes berufen. Nach dem Ausscheiden von Gabriele Cirener zum 28. August 2019 wurde der Richter am Bundesgerichtshof Josef Hoch neuer Vorsitzender.
2020 wurde Cirener zur Vorsitzenden des 5. Strafsenats des Bundesgerichtshofes befördert.
Cirener ist Mitherausgeberin der seit 2019 erscheinenden 13. Auflage des Leipziger Kommentars zum Strafgesetzbuch.